# Komboassi (Bogandé)
Pour les articles homonymes, voir Komboassi.
Ne doit pas être confondu avec Komoassi.
Komboassi, également appelée Kombouassi, est une commune rurale située dans le département de Bogandé de la province de la Gnagna dans la région de l'Est au Burkina Faso.

## Santé et éducation
Le centre de soins le plus proche de Komboassi est le centre médical et chirurgical de Bogandé.